# Francisco Antonio Figueroa
Francisco Antonio Figueroa Díaz (Lázaro Cárdenas, 13 giugno 1999) è un calciatore messicano, centrocampista dell'Atlético Morelia.

## Caratteristiche tecniche
È un esterno destro.

## Carriera

### Club
Cresciuto nel settore giovanile del Monarcas Morelia, ha esordito fra i professionisti il 10 marzo 2016 disputando l'incontro di Copa México vinto 4-1 contro il León.
Nel gennaio del 2017 è stato acquistato dal Pachuca.

### Nazionale
Ha giocato nella nazionale messicana Under-20.

## Statistiche
Statistiche aggiornate al 30 aprile 2019.

### Presenze e reti nei club
| Stagione        | Squadra          | Campionato      | Campionato | Campionato | Coppe nazionali | Coppe nazionali | Coppe nazionali | Coppe continentali | Coppe continentali | Coppe continentali | Altre coppe | Altre coppe | Altre coppe | Totale | Totale | Totale |
| Stagione        | Squadra          | Comp            | Pres       | Reti       | Comp            | Pres            | Reti            | Comp               | Pres               | Reti               | Comp        | Pres        | Reti        | Pres   | Reti   |        |
| --------------- | ---------------- | --------------- | ---------- | ---------- | --------------- | --------------- | --------------- | ------------------ | ------------------ | ------------------ | ----------- | ----------- | ----------- | ------ | ------ | ------ |
| 2015-2016       | Monarcas Morelia | LMX             | 0          | 0          | CM              | 1               | 0               |                    | -                  | -                  |             | -           | -           | 1      | 0      |        |
| 2016-gen. 2017  | Monarcas Morelia | LMX             | 0          | 0          | CM              | 0               | 0               |                    | -                  | -                  |             | -           | -           | 0      | 0      |        |
| gen.-giu. 2017  | Pachuca          | LMX             | 9          | 0          | CM              | 0               | 0               | CCL                | 2                  | 0                  |             | -           | -           | 11     | 0      |        |
| 2017-2018       | Pachuca          | LMX             | 4          | 0          | CM              | 7               | 0               |                    | -                  | -                  |             | -           | -           | 11     | 0      |        |
| 2018-2019       | Pachuca          | LMX             | 14         | 0          | CM              | 9               | 1               |                    | -                  | -                  |             | -           | -           | 23     | 1      |        |
| Totale carriera | Totale carriera  | Totale carriera | 27         | 0          |                 | 17              | 1               |                    | 2                  | 0                  |             | -           | -           | 46     | 1      |        |

## Palmarès

### Club

#### Competizioni internazionali
- CONCACAF Champions League: 1

Pachuca: 2016-2017
- Coppa Intercontinentale FIFA - Derby delle Americhe: 1

Pachuca: 2024
- Coppa Intercontinentale FIFA - Challenger Cup: 1

Pachuca: 2024